# STS-51-J
STS-51-J var Atlantis første rumfærge-mission.
Opsendt 3. oktober 1985 og vendte tilbage den 7. oktober 1985. Det var den 21. rumfærgemission.
Mission for Forsvarsministeriet (USA) (DoD), missionens formål er der derfor hemmelig.

## Besætning
- Karol J. Bobko (kaptajn)
- Ronald J. Grabe (pilot)
- David C. Hilmers (missionsspecialist)
- Robert L. Stewart (missionsspecialist)
- William A. Pailes (missionsspecialist)

## Missions højdepunkter
Det var den anden rumfærgemission udelukkende administreret af forsvarsministeriet (DOD (engelsk):Department of Defense). Lasten var klassificeret, men det meddeltes, at to satellitter (DSCS-III (engelsk):Defense Sattelite Communications System) opsendt til stationært kredsløb af et øvre rakettrin ((engelsk):Inertial Upper Stage) DSCS satellitterne benytter X-bånds ((engelsk):X-band) frekvenserne 8/7 Ghz. Hver af DSCS-III satellitterne er designet med en levetid på 10 år, men mange af DSCS satellitterne er stadig i kredsløb i dag og har i høj grad overskredet deres levetid, men fungerer stadig med gode resultater.